# Каменное (Запорожская область)
Каменное (укр. Кам'яне) — посёлок, Матвеевская сельская община, Запорожский район, Запорожская область, Украина.
До 2020 года являлось административным центром упразднённого Каменного поселкового совета, в который не входили другие населённые пункты.

## Географическое положение
Посёлок городского типа Каменный находится в 1-м км от правого берега реки Мокрая Московка, выше по течению на расстоянии в 4,5 км расположено село Куприяновка. На расстоянии в 1,5 км расположено село Дружелюбовка. По селу протекает пересыхающий ручей с запрудами.

## История
- 1886 год — дата основания как хутора Труженик и Воздвиженка.
- В 1945 году хутора были объединены в посёлок Каменный.
- В 1986 году присвоено статус посёлок городского типа.

В 1989 году численность населения составляла 1617 человек, на 1 января 2013 года — 1217 человек.

## Экономика
- Янцевский гранитный карьер.

## Объекты социальной сферы
- Школа I—II ст.
- Детский сад.
- Дом культуры.
- Амбулатория.

## Достопримечательности
- Братская могила советских воинов.